# جون بينيت (سياسي)
جون بينيت (بالإنجليزية: John Bennett)‏ هو سياسي أسترالي، ولد في 19 يوليو 1942. انتخب عضو مجلس نواب تسمانيا عن دائرة دنيسون ‏ (8 فبراير 1986 – 30 يناير 1990).